# Кріс Біллем-Сміт
Кріс Біллем-Сміт (англ. Chris Billam-Smith; 2 серпня 1990, Епсом, Суррей) — британський професійний боксер першої важкої ваги. Чемпіон Британської Співдружності за версією CBC (2019—2022), чемпіон Великої Британії за версією BBBofC (2021), чемпіон Європи за версією EBU (2021—2022), чемпіон світу за версією WBO (2023—2024).

## Професіональна кар'єра
Кріс Біллем-Сміт почав займатися боксом лише в шістнадцять років. На професійному рингу дебютував 16 вересня 2017 року. 20 липня 2019 року в своєму десятому бою за титул інтерконтинентального чемпіона за версією WBA у першій важкій вазі зазнав першої поразки рішенням більшості від співвітчизника Річарда Ріакпоре. В наступному бою 23 листопада 2019 року завоював вакантний титул чемпіона Британської Співдружності за версією CBC. Продовжуючи перемагати суперників, 2021 року заволодів ще й титулами чемпіона Великої Британії за версією BBBofC та чемпіона Європи за версією EBU.
27 травня 2023 року в бою проти до того непереможного співвітчизника Ловренса Околі (19-0, 14КО), тричі надіславши того в нокдаун у четвертому, десятому і одинадцятому раундах, рішенням більшості суддів відібрав титул чемпіона світу за версією WBO.
В першому захисті 10 грудня 2023 року здобув дострокову перемогу над Матеушем Мастернаком (Польща). 15 червня 2024 року, здобувши перемогу одностайним рішенням над Річардом Ріакпоре, реваншувався за поразку п'ятирічної давнини.
16 листопада 2024 року, зустрівшись в об'єднавчому бою з чемпіоном світу за версією WBA у першій важкій вазі Хільберто Раміресом (Мексика), зазнав поразки одностайним рішенням.